# Peziza brunneoatra
Peziza brunneoatra är en svampart som beskrevs av Desm. 1836. Peziza brunneoatra ingår i släktet Peziza och familjen Pezizaceae.   Inga underarter finns listade i Catalogue of Life.